# Auguste François Chomel
Auguste François Chomel (francès: Auguste-François Chomel)  (París, 13 d'abril de 1788 - 9 d'abril de 1858) va ser un patòleg francès.
Va ser professor a l'Hôpital de la Charité de París, i el 1827 va succeir a René Laennec (1781–1826) com a catedràtic de medicina clínica de la Facultat de París. El 1852 va declinar jurar fidelitat a Napoleó III i, per tant, es va considerar que havia renunciat al seu càrrec.
Chomel va ser un membre important del moviment d'anatomia patològica de França de principis del segle XIX que es va basar en la investigació científica de Xavier Bichat (1771–1802), René Laënnec i Gaspard Laurent Bayle (1774–1816). El 1828 va proporcionar la primera descripció d'un tipus de polineuritis aguda que més tard es coneixeria com a síndrome de Guillain-Barré.
Worthington Hooker (1806–1867), en el seu llibre de 1847 Physician and Patient, dóna crèdit a Chomel pel primer ús contemporani de l'axioma mèdic, Primum non nocere ('Primer, no faces mal').

## Selecció d'obres
- Éléments de pathologie générale (Elements of general pathology); numerous editions: 1817, 1840; on line : 4th ed., 1866.
- Des fièvres et des maladies pestilentielles (Fevers and pestilential diseases), 1821.
- Des dyspepsies (On dyspepsias), 1856. at Gallica
- Leçons de clinique (Clinical lessons), 1834–1840. at Gallica